# Anisogaster obscurellus
Anisogaster obscurellus là một loài bọ cánh cứng trong họ Cerambycidae.